# Jantine Kriens
Jantine Kriens (Rotterdam, 21 april 1954) is een Nederlandse politicus van de Partij van de Arbeid.
Kriens behaalde het Gymnasium A diploma en studeerde daarna Nederlandse taal- en letterkunde. Hierna werd ze zelfstandig adviseur.
Van 2002 tot 2006 was ze raadslid namens de PvdA in Rotterdam. Sinds 2006 was ze daar wethouder van Volksgezondheid, Welzijn en Maatschappelijke Opvang van Rotterdam en eerste locoburgemeester. Van 2010 tot 2014 was zij wethouder financiën, personeel en organisatie, volksgezondheid en maatschappelijke opvang. Daarnaast was zij tot april 2013 voorzitter van het College voor Arbeidszaken.
Vanaf mei 2013 is Jantine Kriens voorzitter van de directieraad van de Vereniging Nederlandse Gemeenten. Ook is zij lid van de Raad voor de leefomgeving en infrastructuur (Rli), het strategische adviescollege voor regering en parlement op het brede domein van de fysieke leefomgeving. 